# Lago Bangweulu
O Bangweulu ou Bangueulo é um lago da Zâmbia, integrando um dos maiores sistemas húmidos do mundo, que compreende também os pântanos Bangweulu e as planícies Bangweulu. Situado na bacia do rio Congo, o sistema Bangweulu cobre uma área quase completamente plana muito vasta (da área do Coneticute ou Ânglia Oriental), a uma altitude de 1140 m nas províncias de Luapula e do Norte. É crucial para a economia e biodiversidade do norte da Zâmbia, e para a vida selvagem de uma vasta região, encontrando-se sob estresse ambiental e problemas de conservação de habitat.
Encontra-se listado como sítio Ramsar
Com um longo eixo de 75 km e uma largura de até 40 km, a superfície de águas abertas permanentes do lago Bangweulu é de cerca de 3000 km², que se expande quando seus pântanos e várzeas estão inundados no final da estação das chuvas, em maio. A área combinada do lago e zonas húmidas atinge então até 15.000 km².